# Fruticocampylaea
Fruticocampylaea is een geslacht van weekdieren uit de klasse van de Gastropoda (slakken).

## Soorten
- Fruticocampylaea daghestana (Kobelt, 1877)
- Fruticocampylaea narzanensis (Krynicki, 1836)
- Fruticocampylaea tushetica Walther, Neiber & Hausdorf, 2016